# Complesso rupestre di San Liberatore a Maiella
Il complesso rupestre di San Liberatore a Maiella si trova sulla parete rocciosa a destra della strada che porta da Serramonacesca all'Abbazia di San Liberatore a Maiella, subito dopo la chiesa della Madonna dell'Annunziata.

## Storia
Non ci sono fonti storiche sull'origine del complesso rupestre. Si ritiene che le grotte furono create dai monaci di San Liberatore, presumibilmente per delle sepolture o per realizzare delle celle eremitiche. Il complesso potrebbe essere stato anche utilizzato come riparo per animali.

## Architettura

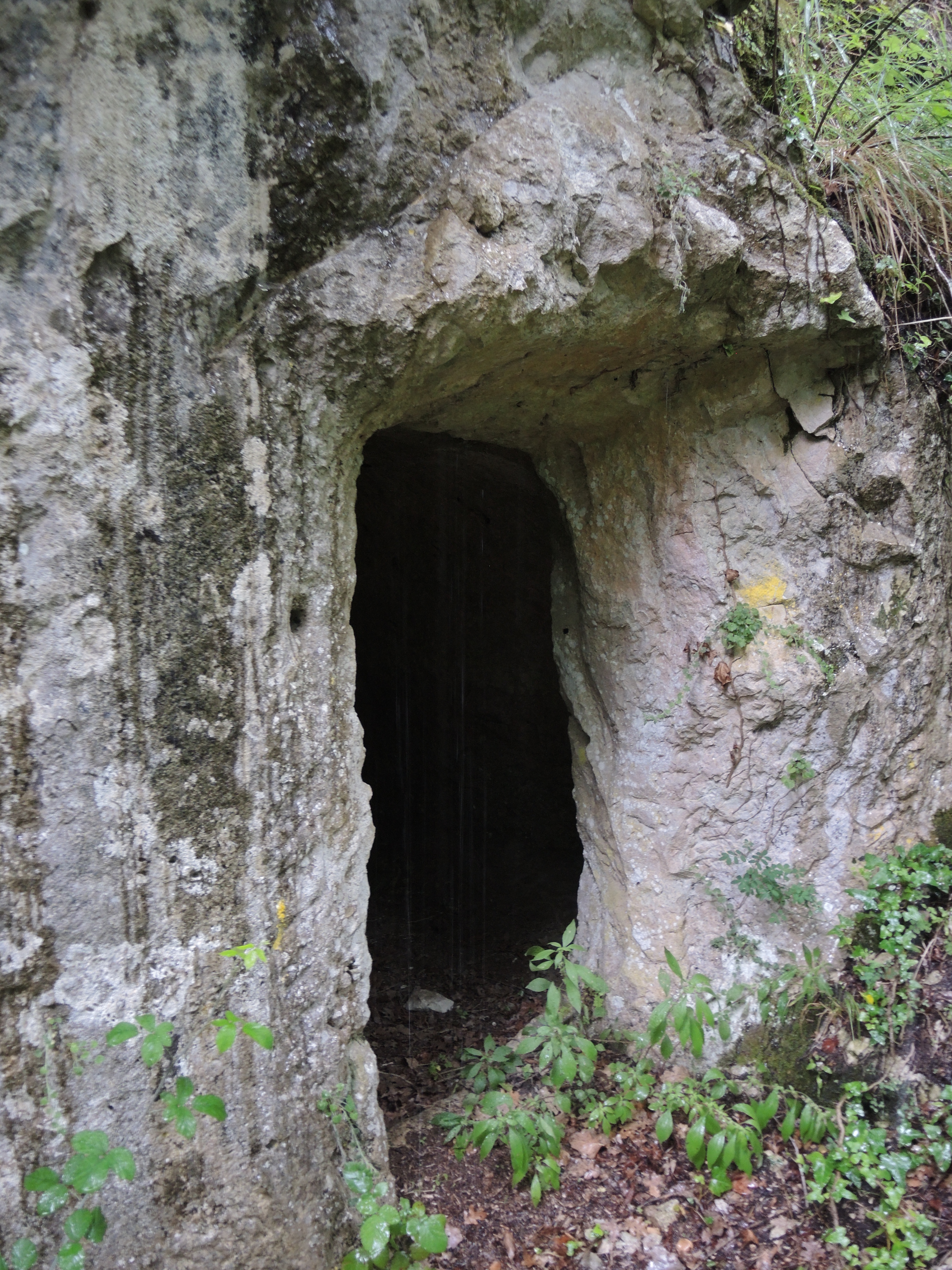
ingresso della cella minore

Il complesso rupestre si raggiunge percorrendo un brevissimo sentiero all'esterno della curva a sinistra che segue la chiesa della Madonna dell'Annunziata, andando verso l'Abbazia di San Liberatore. È necessario addentrarsi di pochi metri nella vegetazione per scorgere il complesso situato sotto la parete rocciosa.
La struttura è formata da due celle: una più ampia sulla sinistra ed una minore sulla destra. La pianta di entrambe le celle è rettangolare con volte irregolari scolpite nella roccia.
La parete frontale del complesso presenta una nicchia sormontata da un frontone, alla destra della quale c'è la porta di accesso alla cella maggiore, caratterizzata da un sedile scolpito nella pietra nella sua parete sinistra. Proseguendo si ha la porta di accesso alla seconda cella.